# Manif Pour Tous
La Manif Pour Tous (hrv. Prosvjed svima) francuski je pokret protiv istospolnih brakova. Njegovo ime, La Manif Pour Tous, skovano je kao odgovor na LGBT-krilaticu Le Marriage pour tous (hrv. Brak svima), dakle kao odgovor na LGBT-zahtjev "Brak svima!", nastaje građanska udruga "Prosvjed svima". 
Najveći je društveni pokret u Francuskoj od svibnja 1968.
Masovni pokret protiv redefinicije braka u Francuskoj 2013. godine protivi se redefiniciji braka kako se ne bi narušio koncept obitelji.
Francusko proljeće 2013. i francuska inicijativa Gradonačelnici za djecu direktan su poticaj pokretanju Inicijative U ime obitelji.